# 越南黄金柏
越南黄金柏（学名：[Xanthocyparis vietnamensis] 错误：{{Lang}}：文本有斜体标记（帮助））也称金柏、越南金柏、越南金丝柏，为柏科黄金柏属下的唯一一种，分布于越南及中国广西壮族自治区等地。在越南，越南黄金柏被列入国家珍稀动植物名录IA组，在中国属于中国国家二级重点保护野生植物。

## 形态特征
越南黄金柏属于一种常绿小乔木，高10～15米，树干圆柱形，直径可达0.5米，树皮光滑，为红色至红褐色，条状及鳞片状剥落。幼树着生稠密的刺形叶，成年树多为鳞状叶，有时存在线形叶或过渡型叶，整个枝条常扁平状。雄球花卵状圆柱形，雄蕊顶端具短尖头，由绿色变为棕黄色，每枚雄蕊具有2格大的近球形花药。雌球花疏生，球果扁球形。